# Мітчелл Бейкер
Вініфред Мітчелл Бейкер (англ. Winifred Mitchell Baker; нар. 1957, Окленд, Каліфорнія, США) — виконавчий голова і головний виконавчий директор Mozilla Foundation та Mozilla Corporation, дочірньої компанії Mozilla Foundation, що координує розробку інтернет-додатків Mozilla з відкритим програмним забезпеченням, включаючи веб-браузер Mozilla Firefox.
Маючи освітній ступінь у галузі права, координує ділові та політичні питання в компанії і входить до ради директорів як Mozilla Foundation так і Mozilla Corporation. У 2005 році журнал Time включив її до свого щорічного списку 100 найвпливовіших людей світу.

## Навчання та початок діяльності
Бейкер отримала ступінь бакалавра китаєзнавства із Сертифікатом відзнаки у Каліфорнійському університеті в Берклі у 1979 році. Також вона досягла звання доктора права в Школі права Каліфорнійського університету в Берклі в 1987 році і того ж року була прийнята до Колегії адвокатів штату Каліфорнія. З січня 1990 року до жовтня 1993 року працювала юристом з питань корпоративної та інтелектуальної власності у Fenwick & West LLP, юридичній фірмі, що спеціалізується на наданні послуг різним IT компаніям. Після чого продовжила свою кар'єру в Sun Microsystems як помічник головного юрисконсульта з листопада 1993 року до жовтня 1994 року.

## Корпорація Netscape Communications та mozilla.org
У листопаді 1994 року Бейкер була прийнята на роботу одним із перших співробітників юридичного відділу Netscape Communications. Вона відповідала за захист інтелектуальної власності та будь-які правові питання, пов'язані з розробкою продукту, а також створила та особисто керувала технологічною групою, звітуючи про свою роботу безпосередньо головному юрисконсульту. Вона була залучена до проєкту Mozilla з самого початку, написавши як Netscape Public License, так і Mozilla Public License. У лютому 1999 року Бейкер була призначена генеральним менеджером mozilla.org, підрозділу Netscape, який координував проєкт Mozilla. У 2001 році була звільнена під час масових скорочень персоналу в America Online, яка на той час була батьківською компанією Netscape. Попри це вона продовжувала працювати генеральним менеджером mozilla.org на волонтерській основі.

## Фонд програм з відкритим вихідним кодом (OSAF)
У листопаді 2002 року Бейкер було прийнято на роботу до Open Source Applications Foundation (OSAF), допомагаючи координувати групу зв'язків із громадськістю та посівши місце в раді директорів OSAF.

## Mozilla Foundation таMozilla Corporation

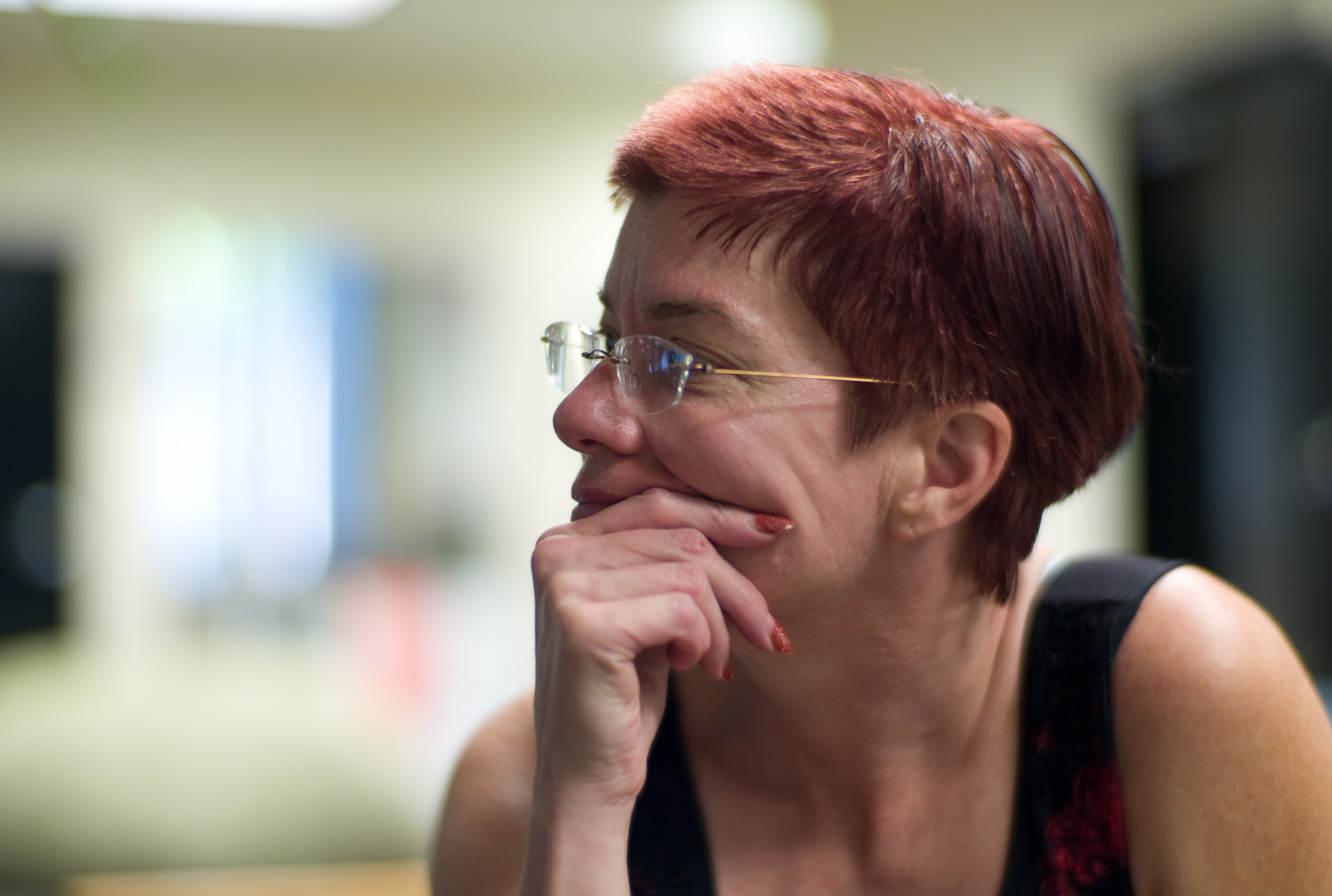
Бейкер у 2008 році

Бейкер відіграла важливу роль у становленні Mozilla Foundation, незалежної некомерційної організації, заснованої 15 липня 2003 року, коли America Online закрила підрозділ браузерів Netscape і різко скоротила свою участь у проєкті Mozilla. Бейкер обрали президентом Mozilla Foundation. Вона також увійшла до ради директорів, що складалася з п'яти осіб.
Коли 3 серпня 2005 року Mozilla Corporation була створена як оподатковувана дочірня компанія Mozilla Foundation, Бейкер була призначена генеральним директором нової організації. Крім того, вона увійшла до ради директорів Mozilla Corporation, хоча вона також зберегла як своє місце в раді, так і посаду керівника Mozilla Foundation.
8 січня 2008 року Mozilla Corporation оголосила, що Бейкер, зберігши за собою роль президента Mozilla Foundation, більше не виконуватиме функцій генерального директора, і що цю роль візьме на себе головний операційний директор Джон Ліллі. Причиною цих кадрових змін було названо швидке зростання Mozilla, через яке керівникам було важко продовжувати одночасно виконувати безліч різних ролей. У квітні 2020 року вона знову була призначена генеральним директором Mozilla Corporation.

## Суперечність у порівнянні зарплати та досягнень
У 2018 році вона отримала компенсацію від Mozilla у розмірі 2458350 доларів США, що на 400 % більше, ніж її зарплата в 2008 році. За той же період частка ринку Firefox впала на 85 %. Коли її запитали про зарплату, вона заявила: «Я дізналася, що моя зарплата на 80 % нижча ніж у середньому на ринку. Це означає, що за такі ж конкурентні ролі в інших місцях платять приблизно в 5 разів більше. Це дуже велика різниця, щоб просити людей та їхні сім'ї взяти на себе додаткові зобов'язання».
2020 року, після повернення на посаду генерального директора Mozilla Corporation, її річна зарплата перевищила 3 мільйони доларів. Того ж року компанія Mozilla звільнила близько 250 співробітників через скорочення доходів. Бейкер звинуватила у цьому пандемію коронавірусу.

## Нагороди та визнання
Мітчелл Бейкер увійшла до списку 100 найкращих вчених 2005 року за версією Time у розділі «Вчені та мислителі».
У 2009 році Бейкер отримала премію Інституту Аніти Борг «Woman of Vision» за лідерство.
У 2012 році Інтернет Суспільство увело Бейкер до Зали слави Інтернету .

## Особисте життя
Чоловіка Бейкер звати — Кейсі Данн. У шлюбі народився син.